# Porta Mugionia
Die Porta Mugionia, auch porta Mugonia, porta Mugionis, porta Mucionis und porta Palati genannt, war eines der Tore des palatinischen Rom, der Roma quadrata.

## Überlieferung
Die älteste Erwähnung der porta Mucionis findet sich bei Marcus Terentius Varro, der sie in seinem Werk Über die lateinische Sprache als eines der Tore in der palatinischen Mauer nennt. Den Namen leitet er von mugitus („das Brüllen“) ab, dem Geräusch, das das auf die Weiden vor der alten Stadt getriebene Vieh gemacht habe. Als porta Mugionis erscheint sie noch um 300 n. Chr. bei Nonius Marcellus, der Varros De vita populi Romani zitiert. Sextus Pompeius Festus nennt sie porta Mugionia und führt den Namen auf einen gewissen Mugio zurück, denn ihm sei es anvertraut worden, das Tor zu bewachen. Solinus schließlich bietet im 4. Jahrhundert die Form porta Mugonia. Die griechische Namensform Μυκωνίδες πύλαι überliefert Dionysios von Halikarnassos in seinen gegen Ende des 1. Jahrhunderts v. Chr. verfassten Römischen Altertümern. Dionysios gibt auch nähere Hinweise zur Lokalisierung des Tores. Demnach lag es in der Nähe des von Romulus errichteten palatinischen Tempels für Jupiter Stator und führte von der Via Sacra auf den Palatin. Auch Ovid verbindet das von ihm porta Palati genannte Tor mit dem Tempel des Jupiter Stator. Wie das Tor, von Livius als vetus porta Palatii („das alte Tor des Palatin“) bezeichnet und von Solinus am höchsten Punkt der via Nova lokalisiert, lag der Tempel laut Livius an der Via Nova. Plutarch gibt jedoch an, dass der Tempel am Beginn der Via Sacra lag, wenn man zum Palatin hinauf wollte.

## Lokalisierung
Aufgrund der topographischen Angaben in der schriftlichen Überlieferung geht man davon aus, dass das Tor dort stand, wo sich Via Nova und Via Sacra kreuzten oder doch wenigstens am nächsten kamen. Da die Statue der Cloelia dem Tempel des Jupiter Stator gegenüber stand, zugleich aber auch summa Sacra Via, auf dem höchsten Punkt der Via Sacra, nimmt man an, dass das Tor im Bereich des Titusbogens auf der Velia zu lokalisieren ist. Denn dort, wo die Via Sacra die Velia überquerte, war nach antikem Zeugnis und bestehendem Geländeprofil ihr höchster Punkt. 
Von dieser zumeist akzeptierten Lokalisierung wich Filippo Coarelli erheblich ab, indem er für die Porta Mugionia einen Standort zwischen sogenanntem Tempel des Romulus und Tempel der Venus und der Roma annahm. Ausgehend von Notitia und Curiosum des Regionenkatalogs der Stadt Rom zur Regio IV templum Pacis, die den Tempel zwischen dem der Venus und der Roma sowie der Maxentiusbasilika listet, deutete er den Tempel des Romulus als Tempel des Jupiter Stator, was zur entsprechenden Lokalisierung der Porta Mugionia führte. Dem wurde unabhängig von Ferdinando Castagnoli und besonders nachdrücklich von Adam Ziolkowski widersprochen. 
Anfang der 1990er Jahre grub Andrea Carandini südlich der Via Sacra und östlich der domus publica, einst Amtssitz des Pontifex Maximus, Strukturen aus, die er als Reste der Romulanischen Mauer und der Porta Mugionia deutete. Gleichwohl stieß auch dieser Ansatz auf Skepsis. Neuerliche Ausgrabungen im Jahr 2012 südlich der Via Sacra und am Beginn des Anstiegs zum sogenannten clivus Palatinus, in einem Areal, das bislang noch nicht archäologisch untersucht worden war, legten ein Podium frei, das als neuer Kandidat für die Lokalisierung des Jupiter-Tempels gilt, in dem Fall aber die Lage der Porta Mugionia, wie sie sich nach den Ausgrabungen der 1990er Jahre ergab, bestätigen würde.
Von dieser vagen Lokalisierung abgesehen, ist der Standort des Tores ebenso wenig bekannt, wie die Frage nach seiner Geschichte beantwortet werden kann. Filippo Coarelli schlug vor, das auf dem Haterier-Relief dargestellte Tor als porta Mugionia zu identifizieren. Es wäre nach dem neronischen Brand des Jahres 64 erneuert worden. Lawrence Richardson sieht in den Erwähnungen des Tores ab augusteischer Zeit lediglich die Angabe eines Toponyms, dem kein noch existierendes Objekt zugrunde lag.